# NGC 1388
NGC 1388 est une galaxie spirale située dans la constellation de l'Éridan. NGC 1388 a été découverte par l'astronome américain Francis Leavenworth en 1885.

## Caractéristiques

### Distance
NGC 1388 renferme également des régions d'hydrogène ionisé.
Sa vitesse par rapport au fond diffus cosmologique est de 4 231 ± 26 km/s, ce qui correspond à une distance de Hubble de 62,4 ± 4,4 Mpc (∼204 millions d'al).

### Morphologie
Cette galaxie était considérée comme une galaxie elliptique jusqu'à l'examen de l'image obtenue du relevé PanSTARRS. Cette image reproduite ici montre assez nettement la présence de bras spiraux. Selon le professeur Seligman, NGC 1388 sur cette image montre des similitudes avec la galaxie NGC 278 classifiée SA(rs)b par Gérard de Vaucouleurs dans son atlas des galaxies.